# ロベルト・ワーグナー (指揮者)
ロベルト・ワーグナー（Robert Wagner, 1915年4月20日 - 2008年12月21日）はオーストリア出身の指揮者。

## 経歴
1915年、ウィーン生まれ。ウィーン国立音楽院でフランツ・シュミットにピアノを、ヨーゼフ・マルクスに作曲を、フェリックス・ワインガルトナーに指揮法を学び、1938年にグラーツの音楽監督に就任した。1945年にはザルツブルク州立劇場の音楽監督に転出し、1947年からはモーツァルテウム音楽院でも教鞭をとるようになり、1965年から1971年まで院長を歴任。この功績から1995年にモーツァルテウム音楽院から名誉金メダルを授与されている。
1951年にはミュンスター交響楽団の音楽監督となり、1961年まで留任したが、1960年から1966年まではインスブルック交響楽団の首席指揮者を務めている。
1970年代初頭からトルコのイスタンブールでも活動し、イスタンブール国立歌劇場の常任指揮者も務めていた。
2008年にミュンスターにて没。